# Nicolas Kantor
Nicolas Kantor (* 16. Dezember 1983 in München) ist ein deutscher Fotograf und ehemaliger Schauspieler.
Kantor wirkte als Jugendlicher in deutschen sowie internationalen Kino- und TV-Produktionen, zog jedoch nach seinem Abitur nach Berlin, um am Lette-Verein Fotografie zu studieren.
2008 schloss er sein Studium ab und zog anschließend nach New York, um im Studio der US-amerikanischen Fotografin Annie Leibovitz zu arbeiten.
Seit 2010 betätigt er sich als Mode- und Beautyfotograf und lebt in Berlin und New York.